# هادلي فرازير
هادلي فرازير (بالإنجليزية: Hadley Fraser)‏ هو مغني وممثل بريطاني، ولد في 21 أبريل 1980 في ونزر في المملكة المتحدة.

## وصلات خارجية
- الموقع الرسمي
- هادلي فرازير على موقع IMDb (الإنجليزية)
- هادلي فرازير على موقع ميوزك برينز (الإنجليزية)
- هادلي فرازير على موقع أول موفي (الإنجليزية)
- هادلي فرازير على موقع قاعدة بيانات برودواي على الإنترنت (الإنجليزية)
- هادلي فرازير على موقع ديسكوغز (الإنجليزية)
- هادلي فرازير على موقع قاعدة بيانات الفيلم (الإنجليزية)